# Šar planina

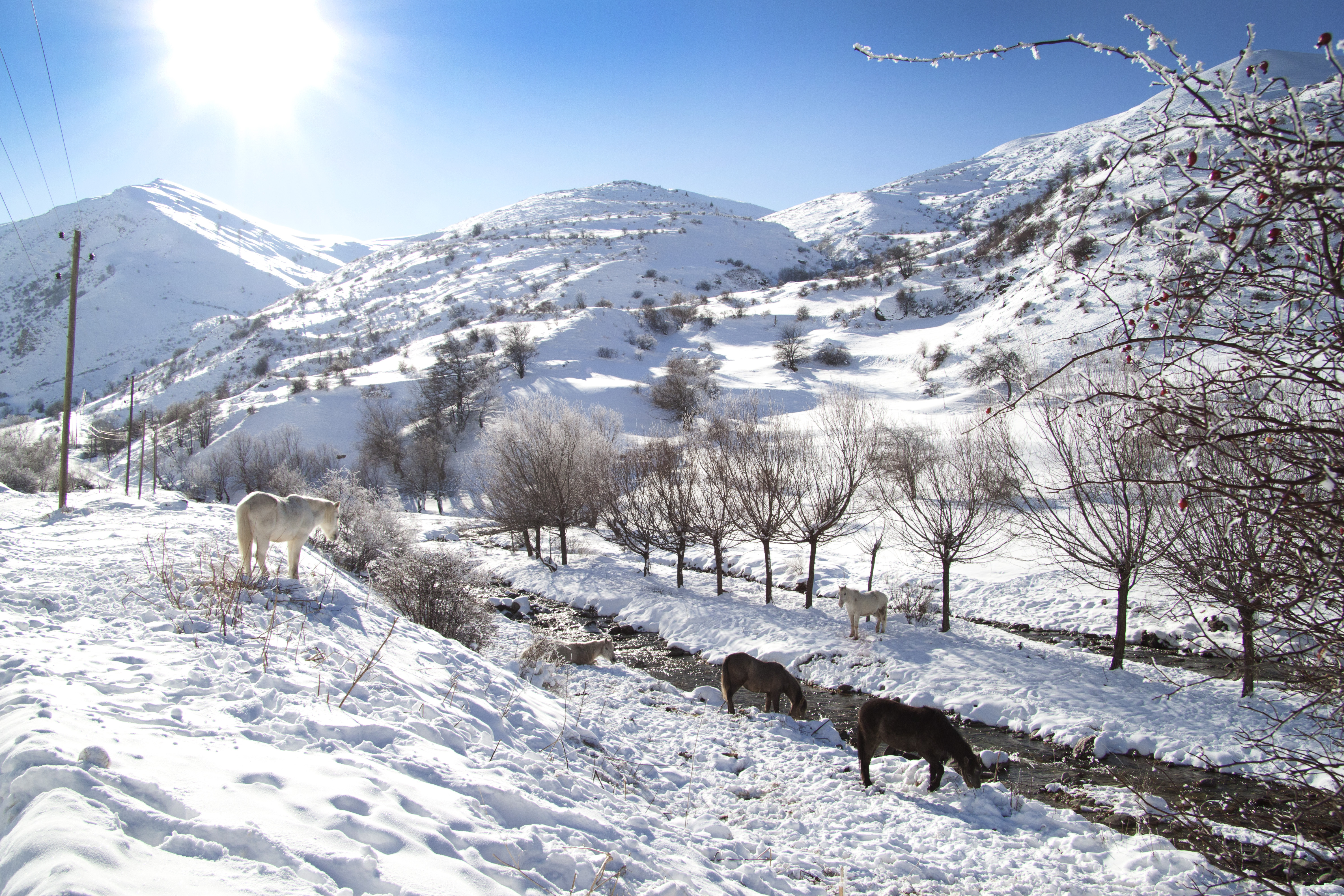
Pohoří v zimě.

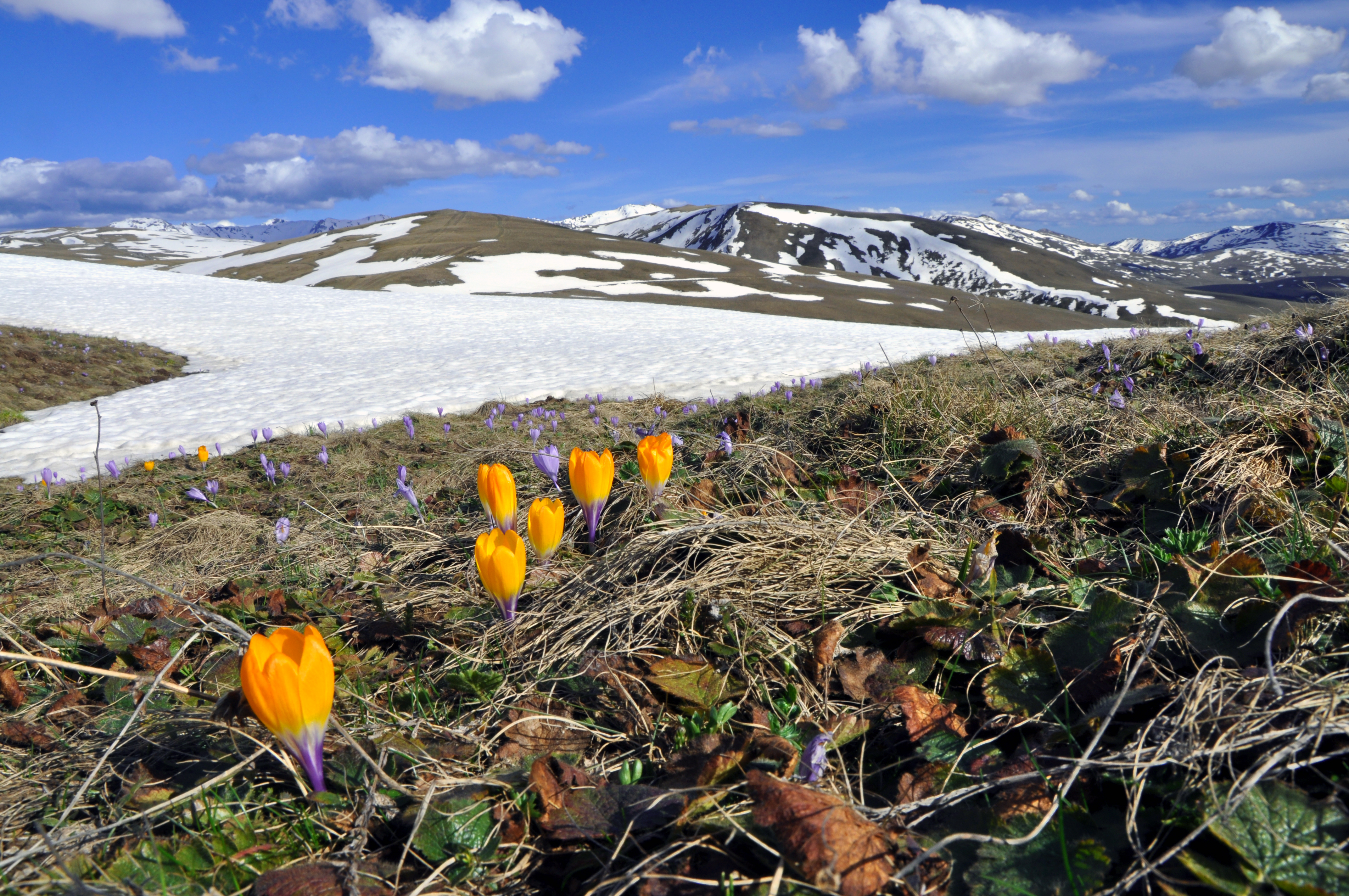
Krokusy rostoucí na vrcholcích pohoří.

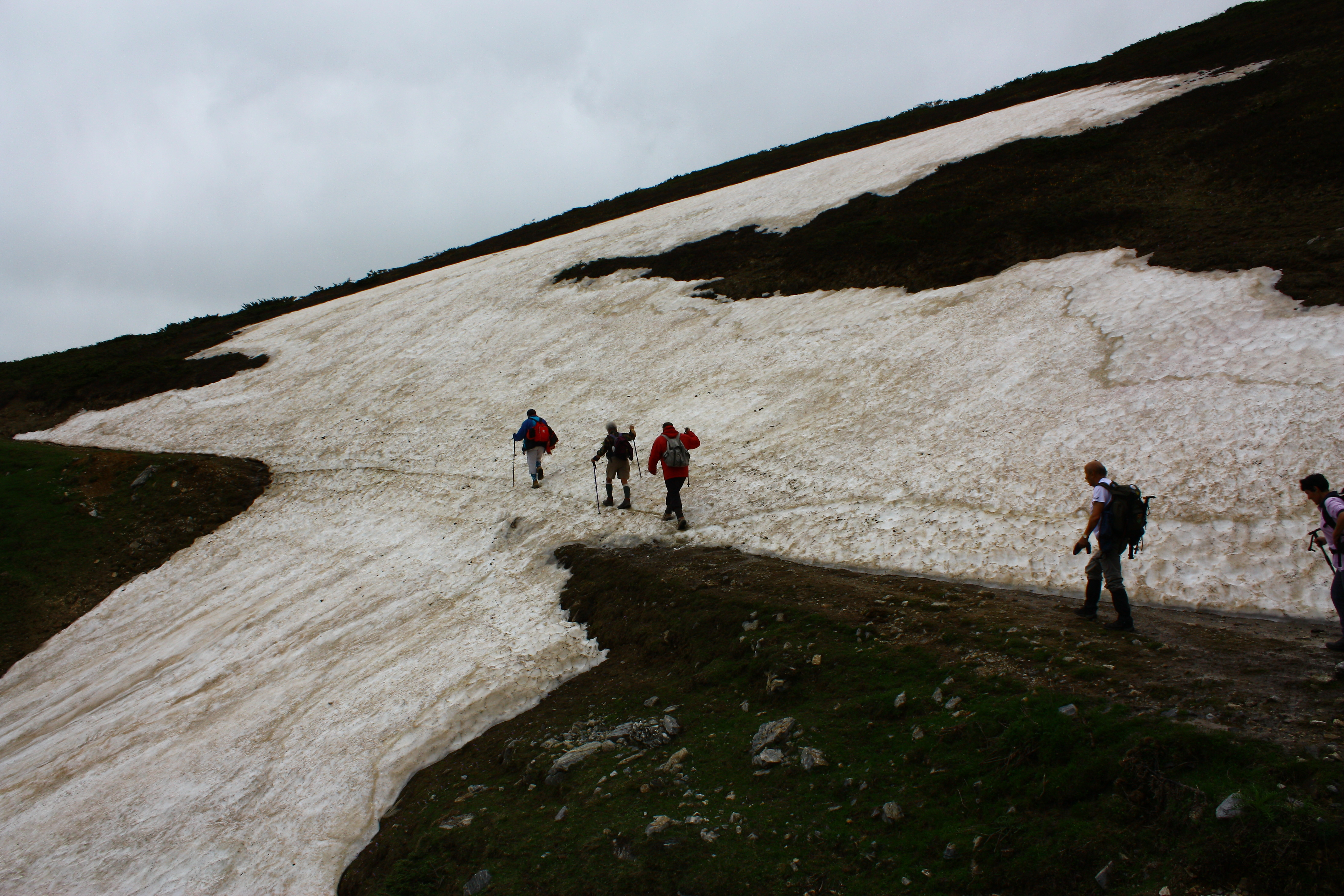
Sníh zůstávající ve vyšších polohách ještě v květnu. Nejvyšší vrcholky mohou být pokryté sněhem i celý rok.

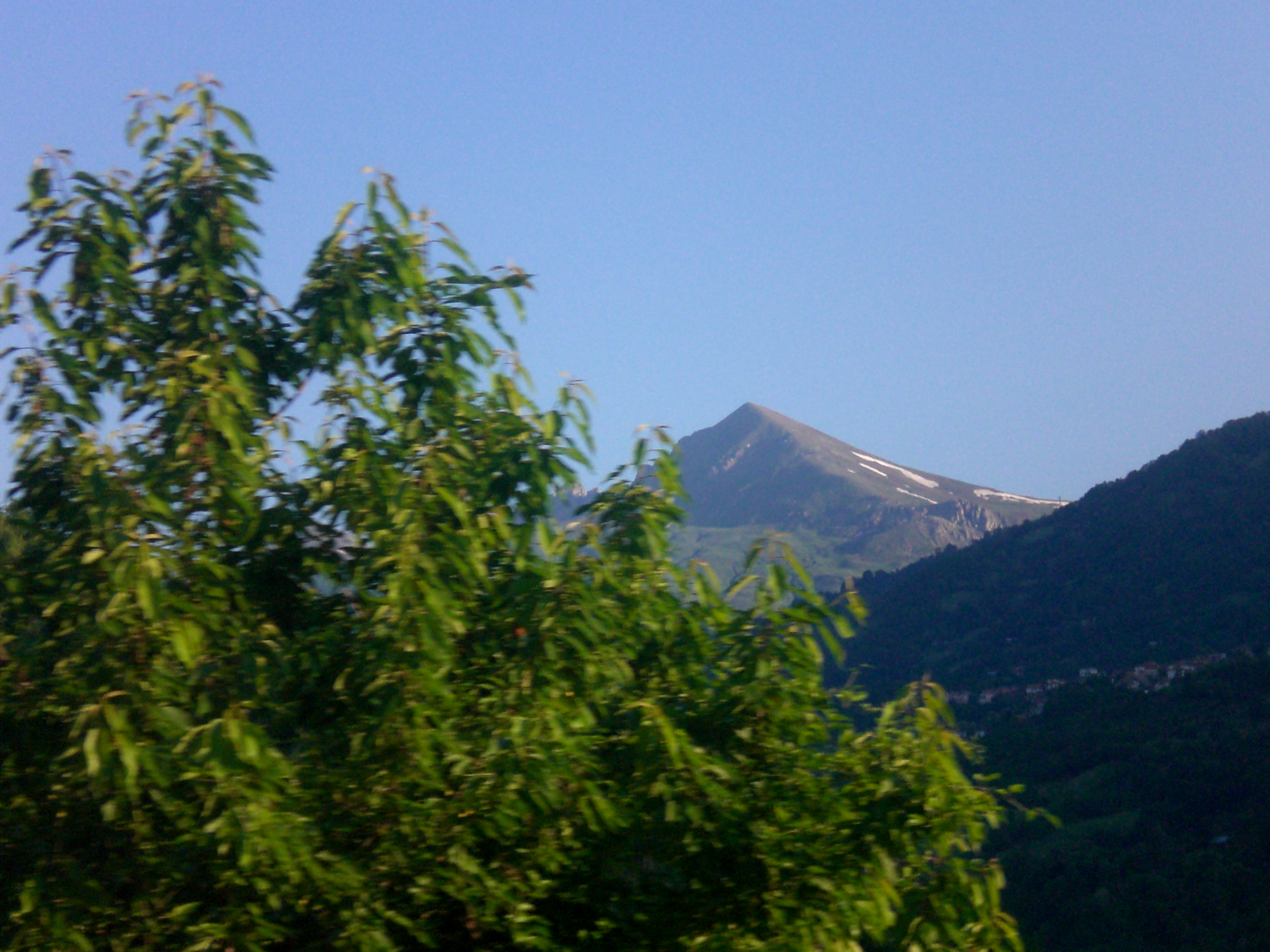
Vrcholek Titov Vrv od lokality Popova Šapka.

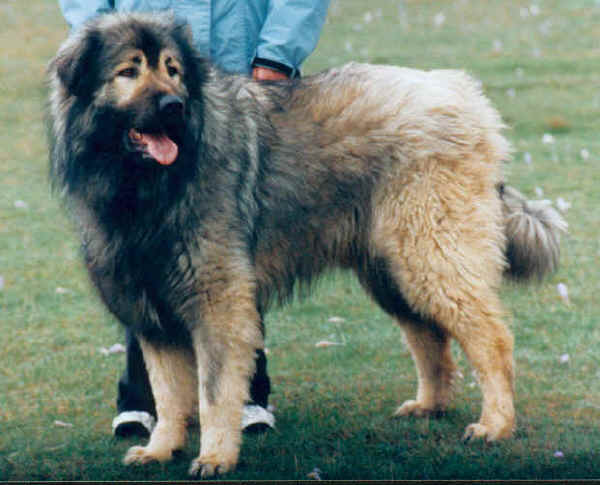
Pes plemena Šarplaninec.

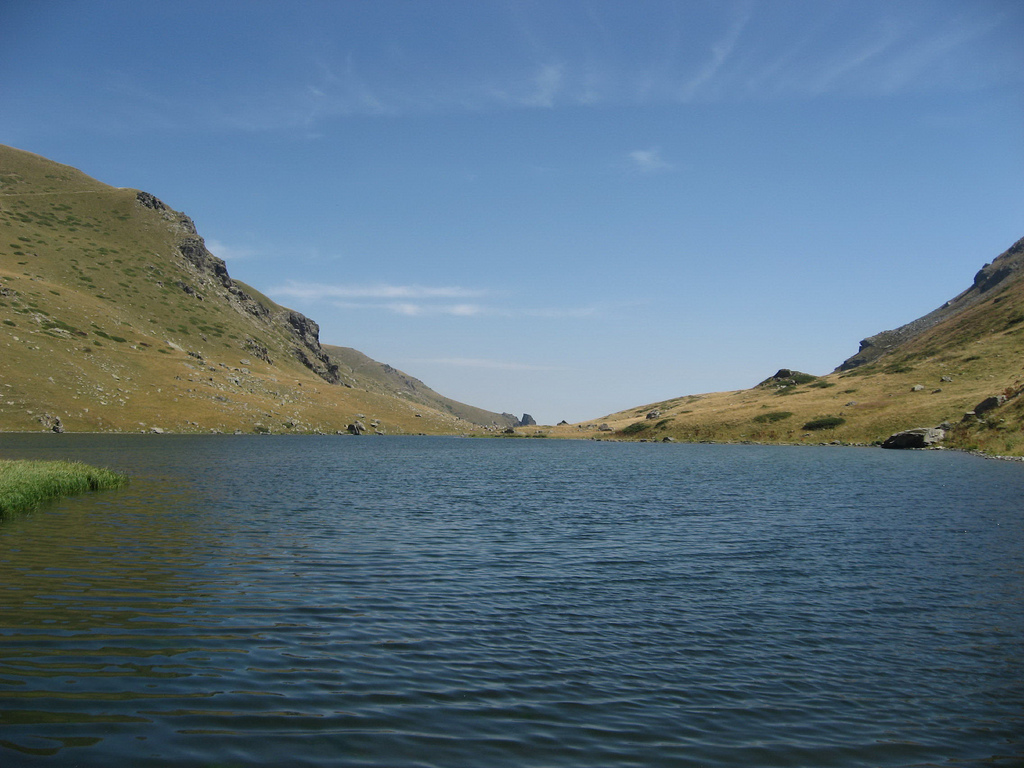
Bogovinjsko jezero.

Šar planina (makedonsky Шар Планина ; albánsky Malet e Sharrit, Mali i Sharrit, zkráceně jen Šara/Шара) je pohoří nacházející se na hranicích Severní Makedonie a Kosova. Malou částí (0,63 %) zasahuje i do Albánie. Nejvyšším vrcholem je Titov vrh (2 747 m n. m.). Oblast hor je známá chovem psů, plemena Šarplaninec. Území na kosovské i na makedonské straně hor jsou chráněna jako národní parky: kosovský Národní park Šara, makedonský Národní park Šar Planina.

## Etymologie
Ve starověku byly hory známé jako Scardus, Scodrus nebo Scordus (το Σκάρδον ὂρος v Polybiovi a Ptolemaiovi). Moderní jména pochází ze starověkých. Nemá žádnou spojitost se slovem šarena/шарена označujícím barevnost.
Ve středověku nazývali Srbové horu Mlečna (srbsky Млечна), a to kvůli tradiční výrobě mléka a velkým stádům dobytka, koz a ovcí. Ve zlaté bule vydané císařem Štěpánem Dušanem ze dne 20. září 1349 je uvedeno: „Opouštím také všechny své statky a oblasti Mlečna gora, panství Durlev a všechny metochie a veškeré bohatství a poklady tohoto kraje“. Dokument je uložen v dubrovnickém archivu. 
Někdy se hory také nazývají Carska planina („Carovy hory“) jako odkaz na hlavní města (Prizren a Skopje), oblasti Nerodimlje, Pauni, Svrčin atd. a kláštery (Svatý Arhangeli) nacházející se kolem nich.

## Geografické vymezení
Délka pohoří ve směru severovýchod-jihozápad je přibližně 80 km. 56,25 % pohoří leží na území Severní Makedonie ; 43,12 % potom na území Kosova a malých 0,63 % na území Albánie.
Západní hranici pohoří představují obce Dragaš a Restelica na území Kosova a na jižní přechází v hory okolo Mavrovského jezera. Hranici zde představuje řeka Radika, která jej odděluje od vyššího Korabu. Ze strany Severní Makedonie (jihovýchodní) představuje ostrou hranici Položská kotlina, kdy dochází k extrémní změně nadmořské výšky v blízkosti měst Gostivar a Tetovo (kotlina se nachází v nadmořské výšce 550 m n. m., zatímco nejbližší vrchol, Ploča má nadmořskou výšku 2467 m n. m. Z východní strany pohoří pokračuje k městu Kačanik a Kačanické soutěsce na území Kosova. 
Ze severozápadní strany představuje hranici řeka Lepenica u města Štrpce, dále horské sedlo u vesnice Prevalac (ačkoliv národní park zasahuje i severně od něj až téměř k silnici Prizren–Suva Reka) a poté údolí řeky Prizrenska Bistrica, která teče do Prizrenu. Z uvedeného města na jihu Kosova jsou vrcholky Šar planiny dobře viditelné a dokreslují panorama spolu s Kaljaja místní pevností.
Stejně jako v případe celého regionu je Šar planina rozčleněna na menší celky, které jsou rovněž označovány slovem planina. Ze strany Severní Makedonie to jsou například Brodska planina, Rudoka, Vraca, Planina Radika a další.

## Historie
Horský masiv vznikl v období třetihor s alpinským vrásněním a pleistocenním zaledněním. 
Osídlení v této oblasti bylo vždy velmi řídké. Nedaleko vesnice Mušutište se nachází pozůstatek komplexu Široko, který vznikl v období mezi 10. a 7. stoletím př. n. l.. V římských časech bylo pohoří oddělující provincie Moesie, Dalmácie a Makedonie. V období od 2. do 6. století stála na vrcholu Kradište u Prizrenu pevnost. Pohoří poté bylo součástí řady států: Byzantské říše, středověkého srbského státu, Bulharského carství a dalších. Nachází se zde také lokalita Petrič a pevnosti Malý Petrič a Velký Petrič. Na svazích hory vzniklo 45 pravoslavných klášterů.
V roce 1890 pohoří navštívil srbský geograf Jovan Cvijić.
Pohoří bylo odlehlou lokalitou i po příchodu Turků na Balkán a jednou z nejodlehlejších částí Jugoslávie po jejím vzniku po první světové válce. Hranice s Albánií byla po roce 1945 vzhledem k napjatým vzájemným vztahům ostře střežena. Vnitřní hranice mezi srbskou a makedonskou (dnes Severní Makedonie) republikou v rámci Jugoslávie nicméně v tomto odlehlém prostředí nebyla přesně vytyčena, byla jen velmi vágně stanovena, což později vedlo k četným sporům a komplikacím.
I přesto se zde rozvíjely zimní sporty a turistika. Vznikla střediska v Popově Šapce a Brezovici. Bylo zde také možné lovit medvědy a další divokou zvěř.
V roce 1986 byl na kosovské a makedonské (tehdy jugoslávské) straně pohoří vyhlášen národní park. Jeho existence nicméně nepřestála rozpad socialistické federace, a to na území Makedonie. Na území Kosova byl vyhlášen znovu v roce 1993. Dlouhou dobu tak zůstala chráněna jen část pohoří.
V 90. letech 20. století bylo i toto pohoří svědky početných konfliktů, následujících v období rozpadu Jugoslávie. V roce 2000 a 2001 zde bojovali albánští ozbrojenci s Makedonskou armádou. Docházelo k útokům na horské silnice a napadání jednotlivých vesnic. Nejvíce bylo zasaženo několik málo sídel, např. vesnice Aračinovo (albánsky Haraçina) a okolí Tetova. Mnohé z pravoslavných klášterů byly rovněž poničeny, ať už v konfliktu, nebo během bombardování NATO. Zničeny byly téměř všechny horské chaty (až na chatu Ljuboten). 
Vzhledem k existenci státní hranice jsou zde časté pokusy o její nelegální překračování, případně pašování. Vyšší míra přítomnosti policie nicméně učinila řadu původních operací kriminálních skupin rizikovějších a méně výnosných.
V prvních desetiletích 21. století se pomalu a obezřetně rozvíjí turistika v celém regionu. Severní Makedonie zde obnovila národní park v roce 2021. Tomu předcházelo dlouhodobé úsilí různých organizací. Ochrana přírody je koordinována ze strany všech stran, které se o pohoří starají, což vede k tomu, že park do jisté míry funguje jako jeden celek. V souvislosti s tím byl zrušen projekt na výstavbu několika vodních elektráren na území uvedeného parku.

## Charakteristika
Pohoří se nachází ve východní části Šarského horského systému, který zde pohořím Šar planina začíná. Masiv je zhruba 80 km dlouhý a 10–20 km široký. Na jihozápadě přechází Šar planina v pohoří Korab (2 764 m n. m.).

### Vrcholy
Celkový počet vrcholů s nadmořskou výškou 2500 m n. m. zde je třicet, 70 je potom vyšších než 2000 m n. m. Některé nejvyšší z nich jsou následující:
- Titov vrh (2 747 m n. m.)
- Mal Turčin (2 707 m n. m.)
- Bakardan (2 704 m . m.)
- Borislavec (2 662 m n. m.)
- Velika Rudoka (2 658 m n. m.)[19]
- Bistra, východní vrchol (2 651 m n. m.)
- Bistra, západní vrchol (2 641 m n. m.)
- Mala Rudoka, 2 629 m n. m.)
- Golema Vraca (2 610 m n. m.)
- Crn vrv (2 585 m n. m.)
- Piribeg (2 522 m n. m.)
- Ljuboten (2 498 m n. m.)

## Jezera a vodní toky
Celkem se v pohoří nachází na 70 jezer, která bývají občas označována jako horské oči. Značná část z nich je ledovcového původu a leží ve vysoké nadmořské výšce. Mezi ně patří (ze západní strany) např. jezera Blateško jezero, Šutmansko jezero, Dinivodno jezero, Donji Vir, Crni Vir, Defsko jezero a další. Ze strany východní potom: Koranikoličko jezero, Dobroško jezero, Bílé jezero, Bogovinjské jezero, Černé jezero a další. 
V pohoří pramení na sto různých potoků a řek. 25 řek vytéká z pohoří hlubokými údolími, kde poté přecházejí do nižší krajiny a nebo vtékají do větších vodních toků.
Nejvyšší vodopád s názvem Beloviška má výšku 43 metrů.

## Ekonomika

### Zemědělství
Zemědělsky jsou svahy hor využívány pro pěstování plodin do výšky 1000 m n. m., lesy potom zasahují až do 1700 m n. m. Pastviny na vrcholcích pohoří zahrnují plochu o celkové rozloze 550 km2 Pohoří má v Evropě největší souvislou plochu, která je využívána k pastevectví. Kromě ovcí a koz jsou zde chovány i koně.
V nižších polohách je tradiční pěstování ovoce, např. malin.
Populárním výrobkem je Šarský sýr, který se vyrábí z ovčího mléka (někde i kravského), je solený a je dochucený bylinkami. V lokalitě Bistra se koná pravidelné každoroční setkání chovatelů ovcí z hor.

### Turistika
Na obou stranách hranice se nalézá několik zimních středisek. Oblíbené je zde sjezdové lyžování. Nejvýznamnější lyžařské letovisko je zde zřejmě Popova Šapka (1 780 m n. m.) na severomakedonské straně hor. Nalézá se zde 12 hotelů a několik sjezdových tratí, vleky a lanovky. Středisko je dobře dostupné z města Tetovo po dobré asfaltové silnici, která zde překonává četné serpentiny. V létě je Popova Šapka výchozím bodem pro několik turistických tras, které jsou poměrně snadné, avšak špatně značené a vesměs v nadmořských výškách přes 2 000 metrů. Turistické značení se nachází na obou stranách pohoří.[zdroj?]
Na kosovské straně vznikl lyžařský resort, resp. centrum pro zimní sporty v lokalitě Brezovica jižně od obce Štrpce. Je zde několik vleků, jeden z nich vede přímo až na hlavní hřeben, kde se nachází státní hranice a který je v nadmořské výšce okolo 2500 m n. m.
Do hor vedou silnice (např. do vesnice Vešala ze severomakedonské strany) jen v omezené míře. U resortu Brezovica je prašná cesta vedena i na samotný hřeben Šar Planiny.

## Ochrana přírody
Na kosovské straně se na ploše 390 km² nalézá Národní park Sharr. Šar planina je částečně zahrnuta do ochranného pásma národního parku, který se rozkládá na severu masivu. Rostlinstvo v horách představují plodiny až do výšky kolem 1 000 m n. m., lesní porost sahá až do výšky 1 700 m n. m., a nad nimi leží již jen vysokohorské pastviny. Ty představují 550 km². Šar planina je největší území kompaktně pokryté pastvinami na evropském kontinentu.
Na makedonské straně se na ploše 627 km² nachází Národní park Šar Planina (makedonsky Национален парк Шар Планина Nacionalen Park Šar Planina), vyhlášená v roce 2021. Táhne se podél hranice s Kosovem, vysoko nad Položskou nížinou s městy Tetovo a Gostivar. 
Čtvrtina území parku je přísně chráněna a vyhrazena pro vědecký výzkum, pastevectví a pěší turistiku. 

## Rostliny a živočichové
V parku se vyskytuje na 70 druhů léčivých endemických rostlin. Mimo to zde roste také endemická reliktní borovice makedonská a borovice bělokorá, dále borovice mugo a růže alpská. Z dalších vytrvalých rostlin se zde vyskytují řebříček královský Alexandrův (latinsky Achillea alexandri-regis), Heliosperma nikolicii, Bornmuellera dieckii, šarský hvozdík a další. Jedním z reliktních druhů je ramondie. Z většiny Evropy vymizela během poslední doby ledové a dnes roste jako endemický druh v několika údolích v Srbsku, Severní Makedonii a Řecku. Byla vybrána jako srbský symbol pro den příměří v první světové válce.
Zaznamenáno je také na 200 druhů ptáků, 34 druhů savců, a 147 druhů motýlů. Nacházejí se zde útočiště a migrační koridory pro mnoho ohrožených druhů živočichů, mezi něž patří i mimořádně vzácný balkánský rys (rys ostrovid, poddruh balcanicus). Ten je vysoce ohrožený a počet jeho jedinců se odhaduje na vyšší desítky až stovky. Dále zde žije želva bahenní a želva Hermannova. Místní populace kamzíků čítá několik set jedinců (vyšší stovky). Žijí zde tradičně i vlci a medvědi, místní pastvečtí psi o váze až 40 km dokáží takové medvědy zahnat. Celkem se zde údajně vyskytuje 2000 druhů rostlin, 167 druhů motýlů, 130 druhů ptáků a 45 druhů savců, včetně vlka, medvěda a lišky.

## V kultuře
Zasněžené vrcholky Šar planiny jsou vyobrazeny na znaku města Skopje.